# Regione del Sud (Camerun)
La regione del Sud (South Region in inglese e Région du Sud in francese) è una delle 10 Regioni del Camerun, situata nella parte meridionale del paese, il capoluogo è la città di Ebolowa.

## Geografia fisica
Confina a nord con la Regione del Centro, a nord-est e ad est con la Regione dell'Est, a sud-est con la Repubblica del Congo, a sud con il Gabon, a sud-ovest con la Guinea Equatoriale, a ovest si affaccia sull'Oceano Atlantico e a nord ovest confina con la Regione del Litorale.

## Storia
Il 12 novembre 2008 la provincia è stata sostituita dalla regione.

## Geografia antropica

### Suddivisioni amministrative
La regione è divisa in 4 dipartimenti.	
| Dipartimento   | Capoluogo  |  |
| Dja e Lobo     | Sangmelima |  |
| Mvila          | Ebolowa    |  |
| Océan          | Kribi      |  |
| Vallée du Ntem | Ambam      |  |